# Beringin Makmur II
Beringin Makmur II is een bestuurslaag in het regentschap Musi Rawas van de provincie Zuid-Sumatra, Indonesië. Beringin Makmur II telt 5878 inwoners (volkstelling 2010).